# بلیهولویا
بلیهولویا (به لاتین: Belihuloya) یک منطقهٔ مسکونی در سری‌لانکا است که در استان ساباراگامووا واقع شده‌است.